# 佐世保交通センタービル

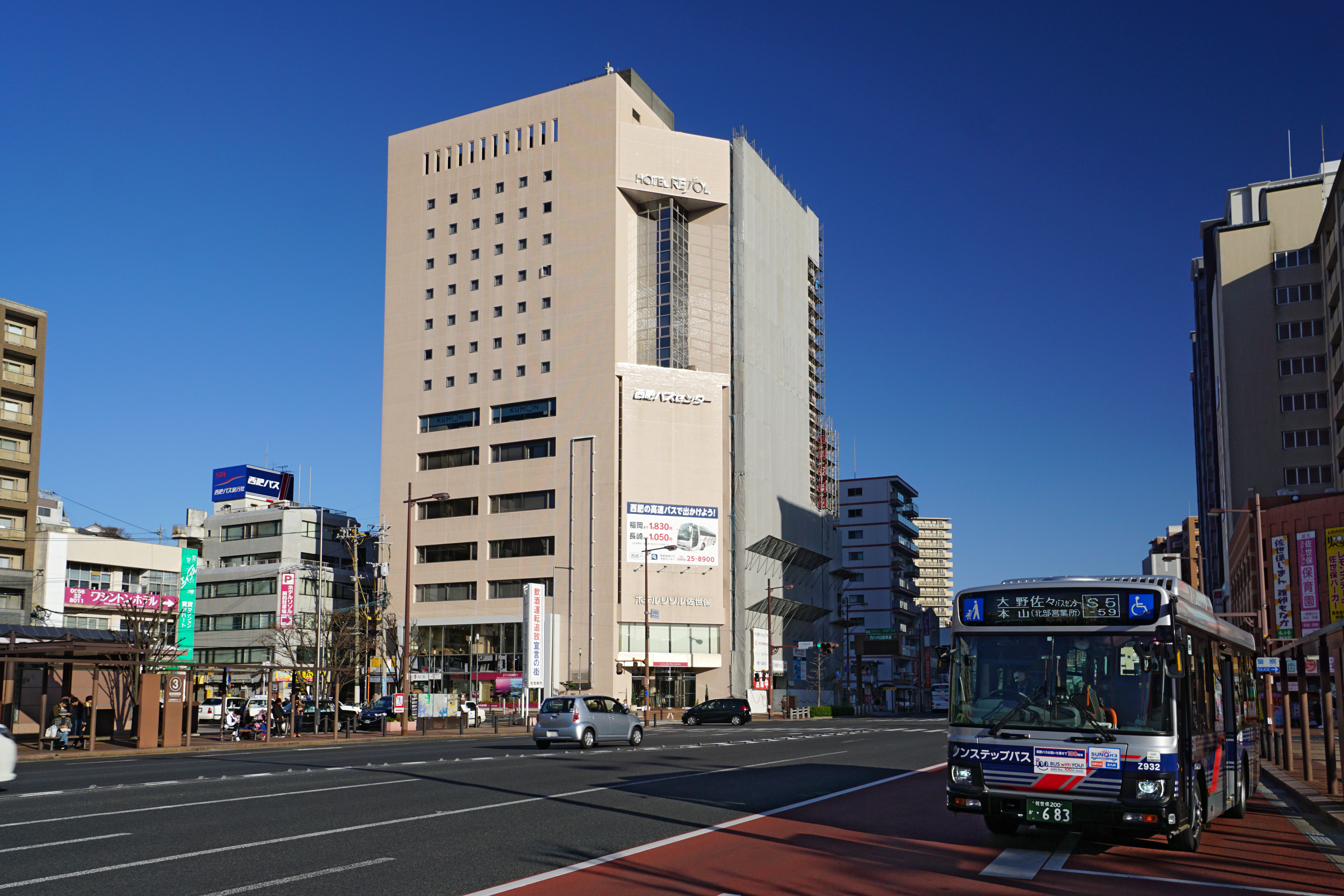
佐世保交通センタービル

佐世保交通センタービル（させぼこうつうセンタービル）は、長崎県佐世保市白南風町にある、西肥自動車（西肥バス）が所有する商業ビル。佐世保駅前の国道35号沿いに位置する。
地上14階建ての本館と連絡通路でつながった別館（プラザシルバービル及び駐車場）があり、西肥バスの路線網の中核をなす佐世保バスセンターが本館1階に、西肥自動車の本社がプラザシルバービルにある。

## 歴史
現在ビルがある場所は、西肥自動車が1934年（昭和9年）に本社及び車庫を設置して以来同社の拠点として使われてきた。このうち、本社は1945年（昭和20年）6月の佐世保大空襲で被災して同年中に市内島地町に移転したが、車庫とバス発着所は戦後も同じ位置で営業を続けた。
1980年代に入り再開発が計画され、第一種市街地再開発事業の適用を受け1985年（昭和60年）10月に佐世保交通センタービル本体が竣工、バスセンター及び上層階に西肥自動車系列経営の佐世保シティホテルが開業した。
2007年（平成19年）10月、西肥自動車経営再建の一環として佐世保シティホテルの経営権がリゾートソリューション社に譲渡され、ホテルトリニティ佐世保としてオープンしたが、2009年（平成21年）10月にはグループ内ホテルの再編に伴いホテルリソル佐世保に改められた。

## 構造
いずれも本館。
- 地上14階、地下1階建て
- 延べ床面積 - 11,138平方メートル
- 鉄筋コンクリート造り

## 入居施設

### 本館
- 西肥バス佐世保バスセンター
- 西肥バス旅行社
- ホテルリソル佐世保
  - レストラン「ボンサブール」

### 別館
- 西肥自動車株式会社、西肥自動車労働組合
- 佐世保交通センターパーキング
- 佐世保駅前郵便局

#### 佐世保駅前郵便局

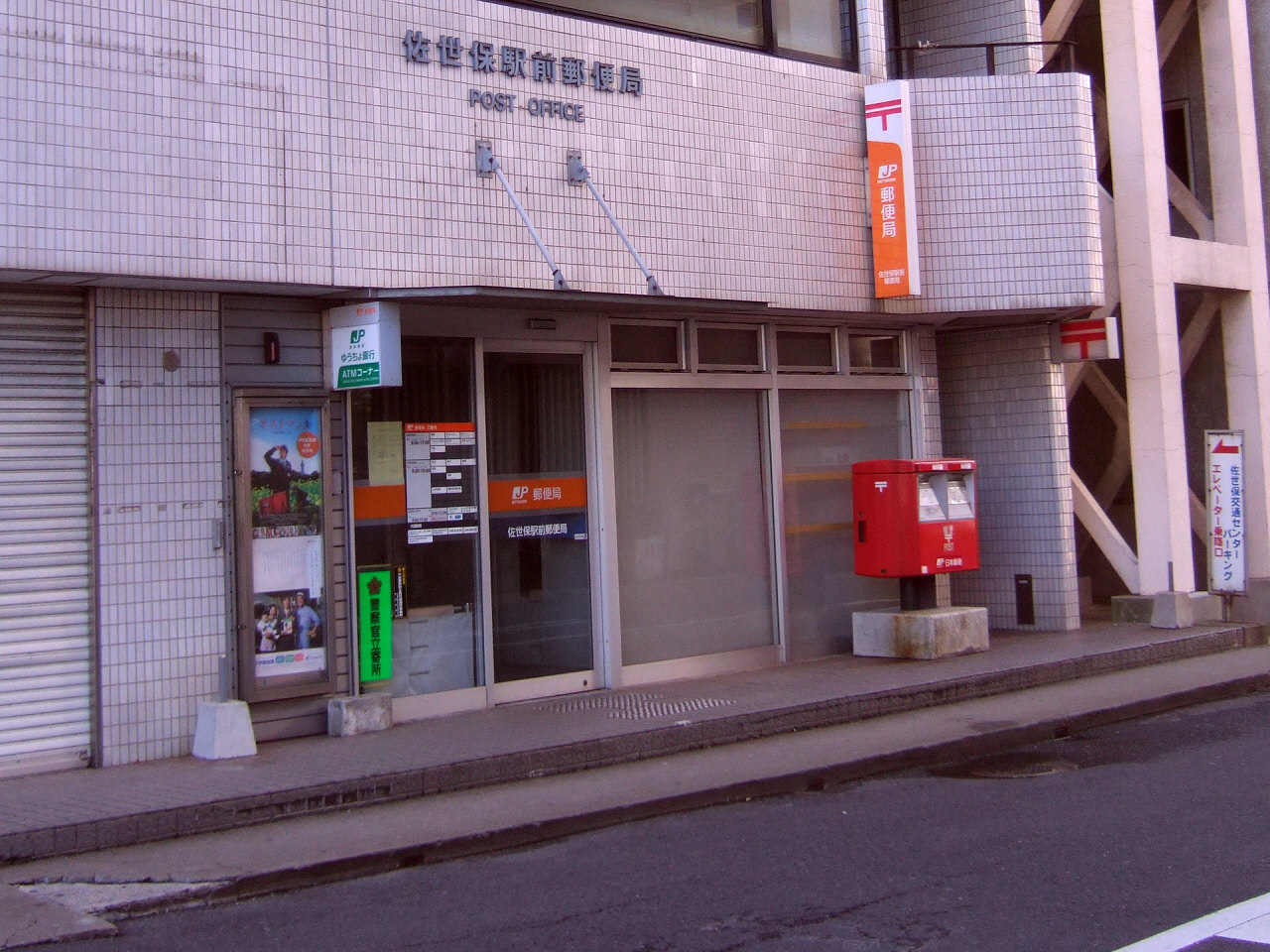
佐世保駅前郵便局

別館（プラザシルバービル）1階に入居。旧無集配特定郵便局。局番号76106。
沿革
- 1901年（明治34年）3月10日 - 佐世保京町郵便受取所として開設。
- 1905年（明治38年）4月1日 - 佐世保京町郵便局（三等局）に改称。
- 1953年（昭和28年）2月1日 - 上京町から三浦町に移転、同時に現名称に改称。
- 1962年（昭和37年）4月18日 - 一時閉鎖。翌1963年（昭和38年）3月4日に白南風町に移転して営業再開。
- 1973年（昭和48年）4月1日 - 「させほえきまえ」から「させぼえきまえ」に読みを変更。
- 1999年（平成11年）11月29日 - 白南風町14番4号より現在地に移転。
- 2007年（平成19年）10月1日 - 民営化に伴い郵便局株式会社に承継。